# Observatorio Markree
El observatorio Markree fue un observatorio astronómico que se encontraba en las tierras del Castillo de Markree, en Collooney, en el condado de Sligo, Irlanda.

## Historia
En 1830, el coronel Edward Joshua Cooper (1798-1863) (un rico terrateniente y miembro del Parlamento, hijo mayor de Edward Synge Cooper y de Anne, hija de Henry Vansittart, gobernador de Bengala), creó el observatorio, instalándolo en el propio Castillo de Markree.
En 1831 Cooper adquirió al fabricante Robert A. Cauchoix de París un objetivo de 13,5 pulgadas (35,5 cm), por el que pagó 1200 libras. En 1834 instaló la lente sobre una montura ecuatorial suministrada por Thomas Grubb de Dublín, siendo durante años el refractor más grande del mundo. Utilizó el telescopio para seguir el cometa Halley en 1835 y para ver el eclipse solar del 15 de mayo de 1836.
Más tarde, se añadieron un telescopio de tránsito de 5 pies (1,5 m) y un círculo meridiano de 3 pies (0,9 m), provisto de una lente intercambiable de 7 pulgadas (17.75 cm), siendo el más grande en aquella época (1839).
El Observatorio del Castillo de Markree fue la instalación astronómica privada mejor dotada de instrumental de su tiempo,  "gracias al empeño del Sr. Cooper y a la capacidad de su ayudante, el astrónomo Andrew Graham." (Royal Astronomical Society, 1851)
En 1848 Andrew Graham descubrió el asteroide (9) Metis desde Markree. Tras renunciar a su puesto en Markree en 1860, continuó sus trabajos de investigación en el Observatorio de Cambridge hasta su jubilación en 1905. E.J. Cooper murió en 1863, pero el observatorio se mantuvo activo hasta la muerte de Edward Henry Cooper en 1902.